# Салар-де-Атакама

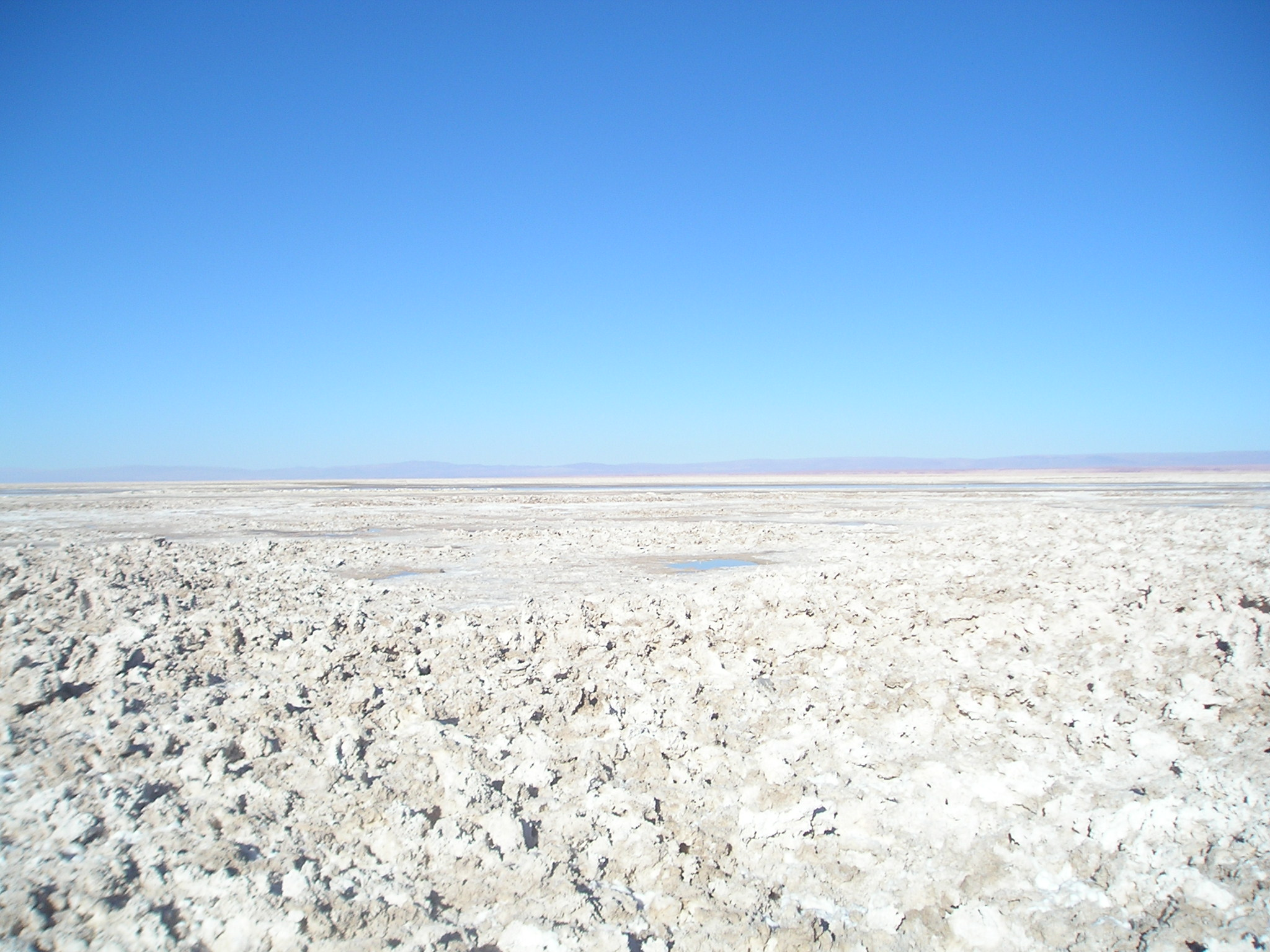
Салар-де-Атакама

Салар-де-Атакама (ісп. Salar de Atacama) — найбільший солончак в Чилі, розташований за 55 км на південь від міста Сан-Педро-де-Атакама, оточений горами та не має стоку назовні. На схід від нього розташовані головні ланцюги Анд, а на захід — побічний ланцюг Анд, Кордильєра-де-Домейко. Над ландшафтом домінують великі вулкани, такі як Ліканкабур, Акамарачі, Аґуас-Кальєнтес і Ласкар. Останній є одним з найбільш мальовничих та популярних серед туристів вулканів в Чилі. Всі ці вулкани розташовані на сході від солончака, формуючи ланцюг, що тягнеться з півдня на північ, відокремлюючи від Салар-де-Атакама меншу безстічну область.
Салар-де-Атакама охоплює територію в 3 000 км², має довжину близько 100 км та ширину до 80 км, що робить його другим за розміром у світі, після Салар-де-Уюні в Болівії (10 582 км²). Середня висота над рівнем моря становить 2 300 м.Головна частина солончака досить бугриста, через те, що поверхня майже завжди вільна від води, на відміну від більшості великих солончаків, що періодично вкриваються дрібним шаром води.
Солончак містить великі поклади літію. Крім того, на частині його території розташований Національний резерв Лос-Фламенкос.